# La Barranca, Jalisco
La Barranca är en ort i Mexiko.   Den ligger i kommunen Zapotlanejo och delstaten Jalisco, i den centrala delen av landet, 400 km väster om huvudstaden Mexico City. La Barranca ligger 1 518 meter över havet och antalet invånare är 123.
Terrängen runt La Barranca är huvudsakligen kuperad, men åt nordväst är den platt. Runt La Barranca är det ganska glesbefolkat, med 47 invånare per kvadratkilometer. Närmaste större samhälle är Zapotlanejo, 11,8 km norr om La Barranca. I omgivningarna runt La Barranca växer huvudsakligen savannskog.